# Jezeřany-Maršovice
Jezeřany-Maršovice là một làng thuộc huyện Znojmo, vùng Jihomoravský, Cộng hòa Séc.